# أولميدايلو دي روا
بلدية أولميدايلو دي روا (بالإسبانية: Olmedillo de Roa)‏، هي إحدى بلديات مقاطعة برغش، التي تقع في منطقة قشتالة وليون، والتي تقع في شمال غرب إسبانيا.
يبلغ عدد سكانها 195 نسمة وفقاً لإحصائية سنة (2002).